# Moengo
Moengo (pronunciado /mungo/) es una localidad del centro-este de Surinam, fundada en 1922. Cuenta con 10 000 habitantes, y se encuentra en el centro del distrito de Marowijne, siendo el pueblo más grande de toda Marowijne.
La ciudad, que según el censo de 2000 contaba con 5.500 habitantes, pasó a contar con 10 000 habitantes en el censo de 2010. Al norte de Moengo se encuentra una fábrica de explotación de bauxita, una de las más importantes del país, pues procesa el 50% de toda la bauxita de Surinam.

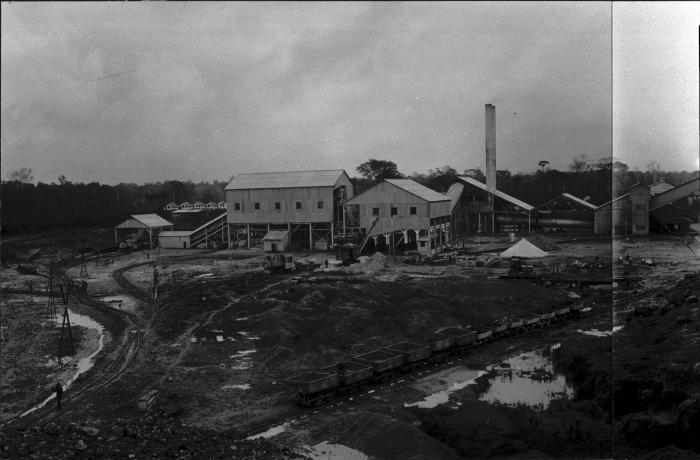
Fábrica de Bauxita

La localidad se encuentra a la derecha del río Surinam, siendo la pesca una de las fuentes de trabajo de los pobladores, mayormente indígenas.
El pueblo no tiene calles asfaltadas. En la Guerra Civil de Surinam de mediados de 1980, los guerrilleros del Jungle Commando utilizaron esta ciudad para esconderse, lo que provocó cruentas muertes y enfrentamientos.
Para 1986 la guerrilla dirigida por Ronnie Brunswijk tomó este pueblo y cerró todas las fábricas de bauxita de la región. En diciembre de ese año los militares liberaron la ciudad, pero las minas continuaron cerradas.
El alcalde del pueblo vive en la casa blanca, situada en el centro de la ciudad; la casa blanca fue construida por las empresas de explotación de la bauxita hacia 1930, como vivienda para el director de la mina.